# Dynamenella marginata
Dynamenella marginata är en kräftdjursart som först beskrevs av Bruce 1980.  Dynamenella marginata ingår i släktet Dynamenella och familjen klotkräftor. Inga underarter finns listade i Catalogue of Life.